# Jean-Paul Fouchécourt
Jean-Paul Fouchécourt est un ténor français, principalement d'opéra, né le 30 août 1958 à Blanzy (Saône-et-Loire), reconnu pour ses nombreuses interprétations du répertoire baroque et des rôles de « haute-contre à la française » (ténor aigu n’utilisant pas le falsetto).

## Biographie
Après l’étude du saxophone classique (premier prix du conservatoire de Paris et lauréat de concours internationaux) et de la direction d’orchestre (avec Pierre Dervaux), Jean-Paul Fouchécourt décide en 1982 de se consacrer au chant à la suite de sa rencontre avec Cathy Berberian. 
Il perfectionne sa connaissance des styles auprès de William Christie et rejoint son ensemble Les Arts florissants en 1986 avec lequel il se produit en Europe, aux États-Unis, en Union soviétique, en Amérique du Sud, en Australie et au Japon et participe à la recréation de l’Opéra Atys de Lully à l’Opéra-Comique à Paris en 1987 reprise en 89 et 92.
En 1987, Jean-Paul Fouchécourt commence une longue collaboration avec Marc Minkowski et ses Musiciens du Louvre qui lui offre ses plus grands rôles : Hippolyte dans Hippolyte et Aricie de Rameau, Tito dans Titon et l'Aurore de Mondonville, Acis dans Acis et Galatée de Lully, Aristée et Pluton dans Orphée aux Enfers d’Offenbach, La Resurrezione de Handel… 
Il collabore ensuite avec les grands interprètes de la musique baroque comme Rinaldo Alessandrini, Harry Bicket, R. Brown, Gabriel Garrido, N. McGeggan, John Eliot Gardiner, Philippe Herreweghe, René Jacobs, Sigiswald Kuijken, Hervé Niquet, Trevor Pinnock, Christophe Rousset et Jean-Christophe Spinosi.
Jean-Paul Fouchécourt s’est produit sur les scènes des plus grandes maisons d’Opéra à travers le monde comme le Royal Opera House - London, Metropolitan Opera,  Teatro alla Scala, City Opera - New York, Cincinnati Opera, Opera Bastille, Théâtre des Champs-Élysées, Théâtre du Châtelet - Paris, Opéra de Bordeaux, Opéra de Lyon, Opéra du Rhin, Opéra de Montpellier, Théâtre de la Monnaie, Opéra des Flandres, Grand Théâtre de Genève, Lausanne Opera et Zurich, Opera d’Amsterdam, Theater an der Wien, New Israeli Opera et Australian Opera ainsi que dans les festivals prestigieux au titre desquels le festival d’Aix-en-Provence, les Chorégies d'Orange, Berkeley (USA), Saito Kinen (Japan), BBC Proms, Edinburgh (UK), Salzburg (Austria)…
À l’opéra, on a pu le voir dans L'Enfant et les sortilèges et L'Heure espagnole (Torquemada) de Ravel, Le Nozze di Figaro (Basilio) de Mozart, Falstaff (Bardolfo) de Verdi, Manon (Guillot de Morfontaine) de Massenet, Madame Butterfly (Goro) de Puccini, Eugène Onéguine (Monsieur Triquet) de Tchaikovsky, La Calisto de Cavalli et Le Coq d'or (l’astrologue) de Rimsky-Korsakov.
En concert, il est régulièrement invité par l’Orchestre international Saito Kinen, Orchestre symphonique de Boston, l’Orchestre national de France et Orchestre philharmonique de Radio France, l'Orchestre philharmonique de Berlin, le Scottish Chamber Orchestra, BBC Symphony Orchestra, London Philharmonic Orchestra, l'Philharmonique de Rotterdam sous la direction de chefs tels que Semyon Bychkov, Frans Brüggen, Myung-Whun Chung, James Conlon, Sir Andrew Davis, Charles Dutoit, Sir John Eliot Gardiner, Valery Gergiev, Nikolaus Harnoncourt, Yannick Nézet-Séguin, James Levine, Jesús López Cobos, Ludovic Morlot, Kent Nagano, Seiji Ozawa, Antonio Pappano, Michel Plasson, Sir Simon Rattle...
Jean-Paul Fouchécourt a une grande affinité avec la mélodie française, l’air de cour baroque, la romance et la mélodie romantique et contemporaine. Il s’est produit en récital en France et à travers le monde à Genève, Varsovie, Abu Dhabi, Moscou, Caracas, San Francisco, Tokyo, New York (Florence Gould Hall et au Carnegie Hall avec Stephen Stubs puis Ryan Brown) et à Londres (Wigmore Hall) avec des pianistes comme Dalton Baldwin, Jeff Cohen, G. Johnson, Christian Ivaldi, Noël Lee, Jean-Marc Luisada, Susan Manoff, Roger Muraro, Alain Planès, Alexandre Tharaud, Jean-Claude Pennetier…
Il a enregistré plus de cent disques de Monteverdi, Mondonville, Rameau, Fauré, Bizet, Boulanger, Delage, Poulenc, Offenbach, Rameau, Ravel, à Rosenthal, Szymanowski… Parmi ses dernières réalisations, on peut citer L'Art de Jélyotte, hommage à l'illustre haute-contre qui a créé les opéras de Rameau (Naxos), L'enfant et les sortilèges avec l'Orchestre philharmonique de Berlin et Sir Simon Rattle, Naïs de Rameau avec La Simphonie du Marais et Hugo Reyne.
Professeur au Conservatoire national supérieur de musique et de danse de Paris de 1994 à 1997, Jean-Paul Fouchécourt est depuis 2011 directeur artistique du Studio de l’Opéra de Lyon (SOL).
En 2000, Jean-Paul Fouchécourt a été nommé au grade de Chevalier de l’Ordre national du Mérite par le gouvernement français.

## Enregistrements
Récitals Solos :

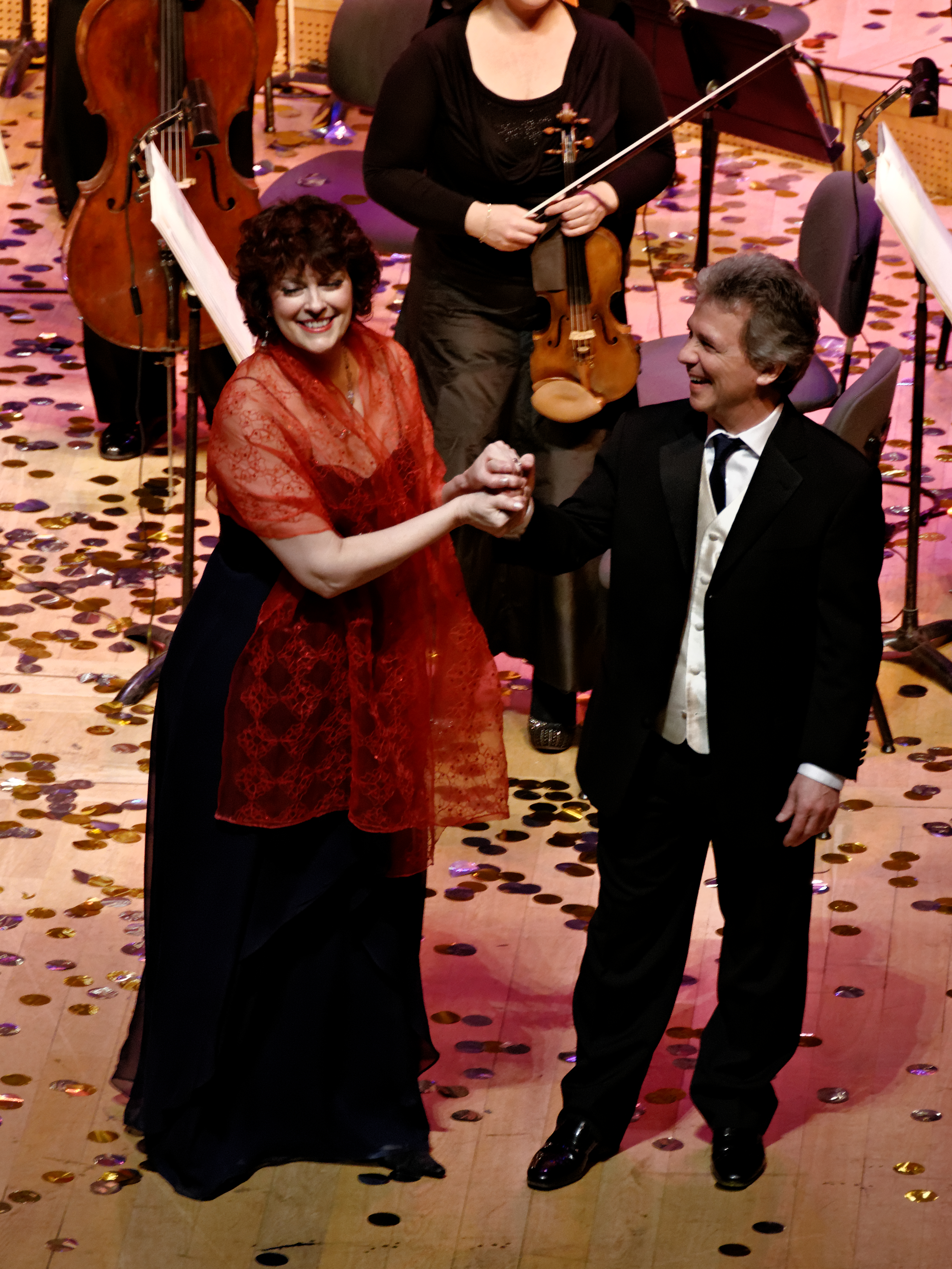
Jean-Paul Fouchécourt et Jennifer Larmore, auditorium Maurice Ravel (2013).

- Air(s) de Cour des XVIe, XVIIe, XVIIIe siècles. Olivier Beaumont, Éric Bellocq, Simon Heyerick, Nicolas Mazzoleni, Christine Plubeau (Glissando 779 013-2, 2000)

Parmi de nombreux opéras baroques et pièces vocales, Jean-Paul Fouchécourt a enregistré :
- Atys de Jean-Baptiste Lully, dirigé par William Christie (1987) Harmonia Mundi
- David et Jonathas H 490 de Marc-Antoine Charpentier, dirigé par William Christie (1988) Harmonia Mundi
- The Fairy-Queen de Purcell, dirigé par William Christie (1989) Harmonia Mundi
- Alcyone de Marin Marais, dirigé par Marc Minkowski (1990) Erato
- Te Deum de Michel-Richard de Lalande, dirigé par William Christie (1991) Harmonia Mundi
- Titon et l'Aurore de Jean-Joseph Cassanéa de Mondonville, dirigé par Marc Minkowski (1992) Erato
- Les Amours de Ragonde de Jean-Joseph Mouret, dirigé par Marc Minkowski (1992) Erato
- Les Indes Galantes de Jean-Philippe Rameau, dirigé par William Christie (1992) Harmonia Mundi
- Idoménée d'André Campra, dirigé par William Christie (1992) Harmonia Mundi
- Te Deum H 146 de Marc-Antoine Charpentier, dirigé par William Christie (1992) Harmonia Mundi
- Pigmalion de Rameau, dirigé par Hervé Niquet (1993) Fnac / réédité par Virgin Classics/EMI (1999)
- Phaëton de Lully, dirigé par Marc Minkowski (1993) Erato
- Hippolyte et Aricie de Rameau, dirigé par Marc Minkowski (1994) Archiv
- Dido and Aeneas de Purcell, dirigé par William Christie (1995) Erato
- Les Fêtes de Paphos de Mondonville, dirigé par Christophe Rousset (1997) L'Oiseau-Lyre
- Les Fêtes d'Hébé de Rameau, dirigé par William Christie (1998) Erato
- Roméo et Juliette de Berlioz, dirigé par John Eliot Gardiner (1998) Philips
- Acis et Galatée de Lully, dirigé par Marc Minkowski (1998) Archiv
- Orphée et Euridice (1774 Paris version) de Gluck, dirigé par Ryan Brown (2005) Naxos
- L’art de Jélyotte, extraits d’airs de Rameau dirigé par Ryan Brown (2006) Naxos

Autres enregistrements :

- Pyrame et Thisbé de Michel Pignolet de Montéclair, dirigé par William Christie (1988)  Harmonia Mundi
- La cambiale di matrimonio de Gioachino Rossini, dirigé par Hervé Niquet (1991) ADDA
- La dame blanche de Boïeldieu, dirigé par Marc Minkowski (1996) EMI Classics/Angel
- Les mamelles de Tirésias de Francis Poulenc, dirigé par Seiji Ozawa (1999) Philips Classics
- Orphée aux enfers d'Offenbach dirigé par Marc Minkowski (1998) EMI
- Maurice Delage : Mélodies, avec Billy Eidi (1998) Timpani
- Lilly Boulanger : Clairières dans le ciel avec Alain Jacquon (1997) Timpani
- Werther de Massenet, dirigé par Antonio Pappano (1999) EMI Classics
- Hérodiade de Massenet dirigé par Michel Plasson (2001) EMI Classics
- Mélodies de Fauré - Aubade, Chanson d'amour, Les présents, Lydia, Mai, Nell, avec Graham Johnson (2005) Hyperion
- La Vie Parisienne d'Offenbach, dirigé par Marc Minkowsky (1997) (DVD) Virgin Classics
- L'enfant et les sortilèges de Ravel, dirigé par Simon Rattle (2009) EMI Classics
- Enoch Arden, mélodrame de Richard Strauss avec Christian Ivaldi, piano
- Eugène Onéguine de Tchaïkovsky, dirigé par Valery Gergiev (2007) DECCA DVD
- Carmen de Bizet, dirigé par Antonio Pappano (2004) DVD
- Carmen de Bizet, dirigé par Simon Rattle EMI (2012)

Saxophone :

- Œuvres de Creston, Pierné, Schmitt enregistrées en 1981, 1984.